# Furosemida
Furosemida é um medicamento diurético, intensificador da excreção de urina e sódio pelo organismo. É um inibidor de indicação e, consequentemente, uso na remoção de edema devido a problemas cardíacos, hepáticos ou renais. É distribuída e encontrada ou na forma de fármaco singular, ou na forma composta com outros fármacos, sob os nomes comerciais: Diurax, Furesin, Furosemida, Furosemide, Lasix, Rovelan, Uripax; associações: Diurana (triantereno), Diurisa (amilorida), Furosemide composto (cloreto de potássio), Hidrion (cloreto de potássio), Lasilactona (espironolactona), Uripax composto (cloreto de potássio), entre outros.

## Indicações

### Terapêuticas
A furosemida encontra-se indicada no combate ao edema pulmonar (por exemplo, edema agudo com risco de infarto) associado a diversas patologias, como a insuficiência cardíaca ou doença hepática e renal. Pode ser usada em casos de oligúria por insuficiência renal, e na correção urgente da hipercaliemia.
Também pode ser utilizada como medicação auxiliar, de emergência ou de suporte, na redução imediata da hipertensão arterial, embora, nessa aplicação, sejam normalmente preferidos os diuréticos tiazídicos.

### Outras utilizações
A Agência Mundial Antidoping inclui a furosemida, assim como outros diuréticos, na sua lista de substâncias proibidas, pois pode ser utilizada para mascarar o consumo de outras substâncias dopantes.
A furosemida também é utilizada, embora possa configurar dopagem bioquímica (ou, como se usa alternativa e popularmente dizer, doping) à luz dos regulamentos, como uma forma de perder peso (à custa da depleção que acarreta do volume em água do usuário e, pois, da sua massa corporal) em desportos que são praticados por categoria de peso, permitindo inscrever o atleta num escalão ou faixa de peso inferior ao que seu peso inicial indicaria.
Outra aplicação da furosemida — esta no âmbito da medicina veterinária — tem sido na prevenção da síndrome da hemorragia pulmonar induzida pelo exercício em cavalos de corrida, que se manifesta por epistaxe durante a corrida.

## Mecanismo de ação
A furosemida, como outros fármacos diuréticos de alça, atua no ramo ascendente espesso (RAE) da alça de henle, bloqueando a absorção de NaCl ao inibir a ação do transportador luminal NKCC, que normalmente realiza simporte de sódio, potássio e cloro na estequimetria 1:1:2, respectivamente. A inibição seletiva do transportador no RAE acomete cerca de 25% da reabsorção total de sódio no rim, levando ao acúmulo do íon no espaço luminal e subsequente aumento da retenção de água no lúmen tubular por osmolaridade. Dessa forma, a furosemida impede, indiretamente, a reabsorção de água, ocasionando aumento do débito e volume urinário.
O aumento da perda de líquido pode ser especialmente relevante em pacientes com edemaciação ou ascite, em que há acúmulo de líquido no intestício tecidual. A perda aumentada de água na urina diminui a volemia, proporcionando reabsorção do fluido intersticial pelas forças de starling.

## Efeitos colaterais
Os principais efeitos colaterais da furosemida relacionam-se com o grande aumento da diurese que causam, que pode ter como resultado um desequilíbrio electrolítico (hipocaliemia, hiponatremia, hipocalcemia...), pelo que é importante prestar atenção às suas manifestações. Por essa razão, sua administração é necessariamente acompanhada de um período de observação médica. Pode ser necessária a utilização de suplementos de potássio ou outros sais minerais. Adicionalmente, encontra-se associado a quadros de ototoxicidade (toxicidade para o ouvido) que podem causar lesões transitórias ou permanentes.
As manifestações colaterais mais frequentes incluem:
- Sede
- Boca seca (xerostomia)
- Alterações gastro-intestinais (náuseas, vômitos)
- Hipotensão, taquicardia ou arritmia
- Dor ou cansaço muscular, ou cãibras
- Fraqueza generalizada (astenia)
- Letargia
- Tonturas
- Agitação

Foram também relatados, mais raramente:
- Precipitação de diabetes mellitus tipo II
- Crises de gota

## Interações
A furosemida pode aumentar a ototoxicidade de outros fármacos, nomeadamente os antibióticos aminoglicosídeos, cefalosporinas e o ácido etacrínico. Em pacientes que estejam medicados com salicilatos (aspirina, diflunisal, entre outros), a furosemida pode ainda potenciar quadros tóxicos mesmo com concentrações menores desses fármacos.
Também é digno de nota que a furosemida provoca a redução na excreção renal do lítio, fato que pode potenciar a toxicidade específica deste elemento, natural ou em fármacos específicos que o contenham.
A ação da succinilcolina, assim como a de fármacos anti-hipertensivos, parece ser aumentada pela furosemida. Em contraste, a tubocurarina é antagonizada pela furosemida.
A administração simultânea com sucralfato pode reduzir a natriurese e efeito anti-hipertensivo da furosemida. O mesmo efeito foi observado com a coadministração de AINEs.
A biodisponibilidade da furosemida  pode ficar diminuída com o uso em simultâneo com a colestiramina ou colestipol.

## Contraindicações
A furosemida deve ser utilizada com cautela e precaução em doentes com hiperplasia da próstata, pelo risco de eventualmente causar retenção urinária aguda.
Não existem estudos sobre o seu efeito durante a gravidez no ser humano, porém os resultados em animais de experiência não são indicadores de um perfil seguro, devendo ser evitados. Também surge no leite materno. Não há evidência de efeitos teratogênicos da furosemida. Contudo, tem sido descrita associação de furosemida e o desenvolvimento de hipospadia. De acordo com o Food and Drug Administration (FDA) para classificação de risco de teratogênese, a furosemida é classificada como categoria C, e seu uso deve ser limitado no primeiro trimestre, com monitorização fetal durante o segundo e terceiro trimestres. Durante a gravidez, a furosemida só deve ser usada se estritamente indicada e somente por curtos períodos de tempo. No período da amamentação, quando o seu uso for considerado necessário, deve ser lembrado que a furosemida passa para o leite e inibe a lactação. É aconselhável interromper a amamentação nesses casos.
Está contraindicada em caso de falência renal causada por fármacos nefrotóxicos ou hepatotóxicos, anúria, e em casos de insuficiência renal associada a coma hepático.

## Refratariedade
A terapêutica com diuréticos de maneira geral pode, em determinadas situações, desencadear o  desenvolvimento de resistências específicas a esses fármacos. O organismo utiliza mecanismos de compensação (homeostasia) que contrariem as perdas de volume e os desiquilíbrios electrolíticos, resultantes da sua acção farmacológica. Um exemplo prático de resistência à furosemida é a hipertrofia de zonas do nefrônio distais à região local de acção esperada do fármaco, acompanhada por uma actividade aumentada da ATPase Na+-K+, o que permite que ocorra um aumento da reabsorção a esse nível.
O sistema renina-angiotensina-aldosterona é também um mecanismo de retroalimentação (ou, como se usa dize alternativa e popularmente, feedback) utilizado pelo organismo como resposta ao uso prolongado da furosemida. Esse sistema é activado pela interferência do fármaco no transporte de NaCl ao nível da mácula densa, liberação de prostaciclinas e estimulação do mecanismo barorreceptor intrarrenal quando surge depleção de volume hídrico. Por sua vez, a estimulação do eixo renina-angiotensina-aldosterona provoca o aumento da secreção de hormônio antidiurético, que, como o nome indica, irá contrariar a diurese e o balanço negativo de água e dos electrólitos.
No tratamento de insuficiência cardíaca congestiva, especialmente em casos avançados da doença, pode surgir também resistência à furosemida. Esta é provocada pela má absorção do fármaco e pela diminuição do fluxo sanguíneo renal. Também pode resultar da avidez dos túbulos proximal e distal para o Na+, característica desta doença. São zonas em que a furosemida não possui actividade farmacológica, e, deste modo, ocorre reabsorção de Na+ a esse nível, diminuindo ou, mesmo, anulando  a acção diurética. Como já referido, nessas situações geralmente recorre-se à associação de um diurético que iniba essa reabsorção compensatória de Na+, como, por exemplo, uma tiazida.
Na insuficiência renal, aguda ou crónica, a diminuição do fluxo  sanguíneo renal desencadeia uma resistência ao tratamento pelo facto de diminuir a concentração de fármaco no local de acção.
No tratamento de edema da síndrome nefrótica, muitas vezes é necessário recorrer a doses de furosemida cada vez mais elevadas, já que se verifica uma diminuição da concentração de fármaco efectiva no local de acção, pois nesta situação o volume arterial efectivo é menor e, principalmente, porque ele se liga fortemente às proteínas que se perdem na urina (proteinúria).
Muitas vezes, a resistência está associada à atitude do doente face à terapêutica, já que não respeita a necessidade de acompanhar o esquema posológico com uma restrição salina adequada.
Alguns desses mecanismos de compensação persistem algum tempo após a suspensão do tratamento prolongado com o diurético. Por isso, sua descontinuação deve ser progressiva e com restrição salina, pois pode originar uma retenção excessiva de água e electrólitos.

## Intoxicação
A intoxicação com furosemida tem como principais sintomas a desidratação, com redução do volume sanguínea, hipotensão e desequilíbrio electrolítico, com alcalose hipoclorémica.
O tratamento envolve quase exclusivamente a reposição do balanço electrolítico e o volume sanguíneo. A diálise é praticamente ineficaz, devido à extensa ligação às proteínas plasmáticas.

## Farmacodinâmica
O mecanismo de acção da furosemida é comum ao dos restantes diuréticos da alça, e consiste na inibição do transportador Na+-K+-2Cl- na alça de Henle, e em menor extensão nos túbulos contornados proximal e distal. Esta inibição impede a reabsorção de sódio e cloro, o que causa uma diminuição da pressão osmótica no sentido da reabsorção de água, que é assim excretada em maior quantidade.